# Mazeuil
Mazeuil és un municipi francès situat al departament de la Viena i a la regió de la Nova Aquitània. L'any 2007 tenia 245 habitants.

## Demografia

### Població
El 2007 la població de fet de Mazeuil era de 245 persones. Hi havia 112 famílies de les quals 32 eren unipersonals (16 homes vivint sols i 16 dones vivint soles), 44 parelles sense fills, 28 parelles amb fills i 8 famílies monoparentals amb fills.
La població ha evolucionat segons el següent gràfic:
Habitants censats

### Habitatges
El 2007 hi havia 150 habitatges, 115 eren l'habitatge principal de la família, 9 eren segones residències i 25 estaven desocupats. 144 eren cases i 6 eren apartaments. Dels 115 habitatges principals, 101 estaven ocupats pels seus propietaris, 13 estaven llogats i ocupats pels llogaters i 1 estava cedit a títol gratuït; 1 tenia una cambra, 6 en tenien dues, 28 en tenien tres, 23 en tenien quatre i 57 en tenien cinc o més. 80 habitatges disposaven pel capbaix d'una plaça de pàrquing. A 46 habitatges hi havia un automòbil i a 58 n'hi havia dos o més.

### Piràmide de població
La piràmide de població per edats i sexe el 2009 era:
| Homes | Edats   | Dones |
| ----- | ------- | ----- |
| 0     | 95 o +  | 4     |
| 0     | 90 a 94 | 0     |
| 0     | 85 a 89 | 12    |
| 0     | 80 a 84 | 0     |
| 12    | 75 a 79 | 24    |
| 8     | 70 a 74 | 4     |
| 16    | 65 a 69 | 8     |
| 4     | 60 a 64 | 8     |
| 0     | 55 a 59 | 0     |
| 12    | 50 a 54 | 8     |
| 8     | 45 a 49 | 8     |
| 12    | 40 a 44 | 0     |
| 0     | 35 a 39 | 16    |
| 0     | 30 a 34 | 0     |
| 12    | 25 a 29 | 8     |
| 0     | 20 a 24 | 0     |
| 0     | 15 a 19 | 8     |
| 16    | 10 a 14 | 4     |
| 4     | 5 a 9   | 0     |
| 4     | 0 a 4   | 4     |

## Economia
El 2007 la població en edat de treballar era de 138 persones, 111 eren actives i 27 eren inactives. De les 111 persones actives 102 estaven ocupades (57 homes i 45 dones) i 9 estaven aturades (5 homes i 4 dones). De les 27 persones inactives 12 estaven jubilades, 11 estaven estudiant i 4 estaven classificades com a «altres inactius».

### Ingressos
El 2009 a Mazeuil hi havia 118 unitats fiscals que integraven 267 persones, la mediana anual d'ingressos fiscals per persona era de 19.604 €.

### Activitats econòmiques
Dels 6 establiments que hi havia el 2007, 2 eren d'empreses de construcció, 3 d'empreses de comerç i reparació d'automòbils i 1 d'una empresa immobiliària.
L'únic servei als particulars que hi havia el 2009 era una lampisteria.
L'any 2000 a Mazeuil hi havia 19 explotacions agrícoles que ocupaven un total de 1.044 hectàrees.

## Equipaments sanitaris i escolars
El 2009 hi havia una escola elemental integrada dins d'un grup escolar amb les comunes properes formant una escola dispersa.

## Poblacions més properes
El següent diagrama mostra les poblacions més properes.